# Liste von Leuchttürmen in Wales
Die Liste von Leuchttürmen in Wales nennt Leuchttürme in Wales, Vereinigtes Königreich.
Alle Leuchttürme sind automatisiert und werden vom Trinity-House-Kontrollzentrum in Harwich überwacht und gesteuert.

## Liste
| Name                      | Region            | Gewässer         | Position                        | Baujahr | Turmhöhe | Feuerhöhe | Kennung      | Bild |
| ------------------------- | ----------------- | ---------------- | ------------------------------- | ------- | -------- | --------- | ------------ | ---- |
| Trwyn Du Lighthouse       | Anglesey          | Irische See      | 53° 18′ 46,6″ N, 4° 2′ 26,4″ W  | 1838    | 29 m     | 19 m      | Fl.W.5s      |      |
| Point Lynas Lighthouse    | Anglesey          | Irische See      | 53° 25′ 0,6″ N, 4° 17′ 20,7″ W  | 1835    | 11 m     | 39 m      | Oc.W.10s     |      |
| Skerries Lighthouse       | Anglesey          | Irische See      | 53° 25′ 16″ N, 4° 36′ 30,1″ W   | 1717    | 23 m     | 36 m      | Fl.(2)W.10s  |      |
| South Stack Lighthouse    | Anglesey          | Irische See      | 53° 18′ 24,3″ N, 4° 41′ 58,3″ W | 1809    | 28 m     | 60 m      | Fl.W.10s     |      |
| Bardsey Lighthouse        | Gwynedd           | St.-Georgs-Kanal | 52° 44′ 59,9″ N, 4° 47′ 58,6″ W | 1821    | 30 m     | 39 m      | Fl.(5)W.15s  |      |
| St Tudwal’s Lighthouse    | Gwynedd           | St.-Georgs-Kanal | 52° 47′ 53,4″ N, 4° 28′ 17″ W   | 1877    | 11 m     | 46 m      | Fl.WR.5s     |      |
| Strumble Head Lighthouse  | Pembrokeshire     | St.-Georgs-Kanal | 52° 1′ 47″ N, 5° 4′ 26,1″ W     | 1908    | 17 m     | 45 m      | Fl.(4)W.15s  |      |
| South Bishop Lighthouse   | Pembrokeshire     | St.-Georgs-Kanal | 51° 51′ 9,6″ N, 5° 24′ 43″ W    | 1839    | 11 m     | 44 m      | Fl.W.5s      |      |
| Smalls Lighthouse         | Pembrokeshire     | St.-Georgs-Kanal | 51° 43′ 16,4″ N, 5° 40′ 11,4″ W | 1861    | 33 m     | 36 m      | Fl.(3)W.15s  |      |
| Skokholm Lighthouse       | Pembrokeshire     | Keltische See    | 51° 41′ 37,9″ N, 5° 17′ 13,1″ W | 1916    | 18 m     | 54 m      | Fl.WR.10s    |      |
| St. Ann’s Head Lighthouse | Pembrokeshire     | Keltische See    | 51° 40′ 52,5″ N, 5° 10′ 25,4″ W | 1841    | 13 m     | 48 m      | Fl.WR.5s     |      |
| Caldey Lighthouse         | Pembrokeshire     | Keltische See    | 51° 37′ 53,6″ N, 4° 41′ 3,4″ W  | 1829    | 16 m     | 65 m      | Fl.(3)WR.20s |      |
| Mumbles Lighthouse        | Swansea           | Bristolkanal     | 51° 34′ 0,7″ N, 3° 58′ 15,7″ W  | 1794    | 17 m     | 35 m      | Fl.(4)W.20s  |      |
| Nash Point Lighthouse     | Vale of Glamorgan | Bristolkanal     | 51° 24′ 3,1″ N, 3° 33′ 7,7″ W   | 1832    | 37 m     | 56 m      | Fl.(2)WR.15s |      |
| Flat Holm Lighthouse      | Cardiff           | Bristolkanal     | 51° 22′ 32,3″ N, 3° 7′ 7,4″ W   | 1737    | 30 m     | 50 m      | Fl.(3)WR.10s |      |